# Priego de Córdoba
Priego de Córdoba és un municipi de la província de Còrdova, a dins de la comarca de la Subbética cordovesa, a la comunitat autònoma d'Andalusia. És cap de partit judicial, en què s'integren els municipis d'Almedinilla, Carcabuey i Fuente-Tójar, a més de dotze llogarets i vint disseminats. Limita al nord amb els municipis de Fuente-Tójar, Alcaudete (província de Jaén), Baena i Luque, a l'est amb Alcalá la Real (Jaén), Almedinilla i Montefrío (província de Granada), al sud amb Algarinejo (Granada) i Iznájar i a l'oest amb Rute, Carcabuey i Luque.
La ciutat és a la serralada subbètica andalusa i és integrant de la Ruta del Califat. És anomenada també «Ciutat de l'aigua» per la multitud de deus que brollen en el seu entorn, i «Joia del Barroc Cordovès» pel nombre de construccions d'estil barroc que posseeix.
L'origen de Priego sembla romà, ja que és generalitzada la creença que en aquest indret s'hi va instal·lar la ciutat romana de Baxo o Bago. Al segle ix va arribar a ser capital d'una Cora. Va participar entre els anys 886 i 921 en l'aixecament muladí d'Úmar ibn Hafsun. A final del segle xi passa a formar part del Regne Zirita de Granada. La seva reconquesta definitiva la duu a terme Alfonso XI l'any 1.341. Va atorgar-li privilegis i repoblar, i va passar a pertànyer a l'abadia d'Alcalá la Real. El 1.370 deixa de pertànyer a la Corona i es converteix en Senyorio de la Casa d'Aguilar, regentada per Gonzalo Fernández de Còrdova. Al segle xvi, els senyors de Priego, pertanyents a la Casa d'Aguilar, són nomenats marquesos de la vila i al XVIII s'integra en el marquesat de Medinaceli. A principi del segle xix la població augmenta, gràcies principalment al desenvolupament industrial en el sector tèxtil i de la producció agrícola, fets que li permeten obtenir el títol de ciutat pel rei Alfons XII l'any 1881.

## Geografia

### Ubicació
Priego és al sud-est de la província de Còrdova, a 103 quilòmetres de Còrdova, la capital. Limita amb els municipis de Fuente-Tójar, Alcaudete (província de Jaén), Baena i Luque al nord, a l'est amb Alcalá la Real (Jaén), Almedinilla i Montefrío (província de Granada), al sud amb Algarinejo (Granada) i Iznájar i a l'oest amb Rute, Carcabuey i Luque.
És cap de partit judicial, el qual comprèn els municipis d'Almedinilla, Carcabuey i Fuente-Tójar. El terme municipal està inclòs al Parc Natural de la Serra Subbètica, un parc natural de 31.568 hectàrees amb un alt interès ecològic per la vegetació, fauna i gran valor paisatgístic de l'entorn.
| Luque i Baena | Fuente-Tójar         | Alcaudete                    |
| Carcabuey     |                      | Alcalá la Real i Almedinilla |
| Rute          | Algarinejo i Iznájar | Montefrío                    |

### Orografia

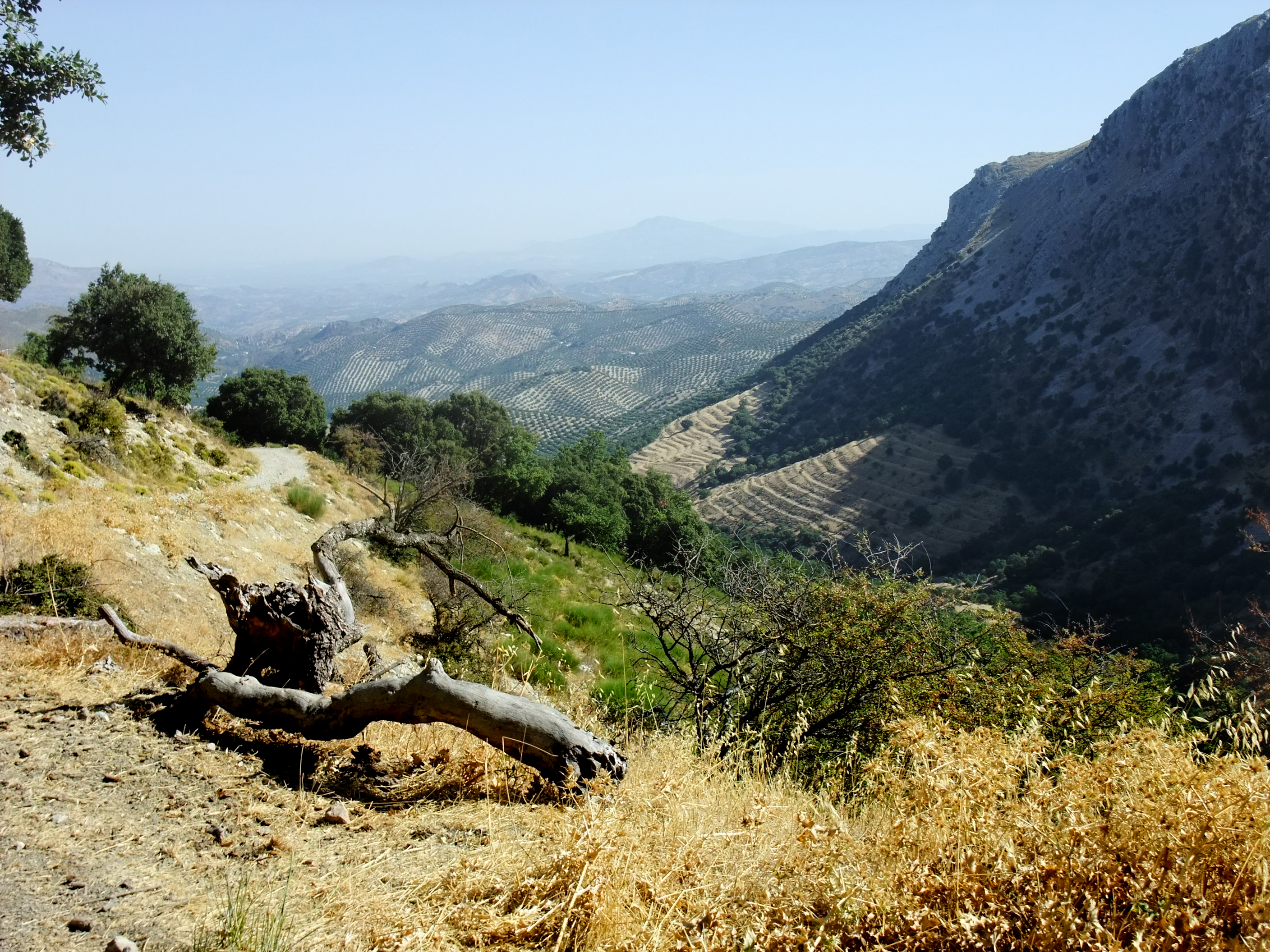
Sierra de la Horconera

La depressió de Priego es va formar per materials calcaris, fàcilment erosionables. Això ha donat lloc a formes de relleu complexes, i tot i ser una unitat estructural deprimida i còncava presenta diverses elevacions a l'interior. Tot això fa difícil que la zona sigui percebuda sobre el terreny com una mateixa unitat geogràfica. La millor guia per comprendre l'organització d'aquesta formació estructural és atendre la disposició de la xarxa hidrogràfica. La depressió es correspon a grans trets amb la capçalera del riu Salat i amb part de la capçalera del riu Sant Joan, confluents tots dos del Guadajoz. Entre aquestes valls es localitzen diverses elevacions interiors, com són la Serra dels Lleons, la Serra dels Jueus i la Serra d'Albayate, en la qual trobem altures properes als 1.300 metres. Tot el conjunt és contigu per l'oest a la vall mitjana del Genil, que es comunica naturalment amb la depressió de Priego-Alcaudete a través del seu pas per Carcabuey.
L'altura sobre el nivell del mar és de 651 metres. En el límit sud-est hi ha la serra de Horconera, amb el pic més alt de tota la província, La Tiñosa, amb 1.570 metres o el Pico Bermejo amb 1.476 metres. Té un terreny pla en direcció cap al nord i muntanyós en les altres parts sent tallat per algunes petites valls. Al sud es troben diverses serres que prenen els noms de Serra la Horconera, Serra de la Tiñosa i la Serra de Jaula. Hi ha la Sima d'Abraham, una cavitat natural al vessant sud de la Serra Alcaide, jaciment de vertebrats fòssils.

#### Flora
El rierol Genilla, a la regió més occidental del terme municipal, s'uneix al riu Zagrilla i presenta una vegetació de ribera característica. Serveix per al reg d'hortes i el cultiu de codonys. El tram inicial del riu Salat, al pas pel nucli urbà, és completament nu de vegetació de ribera, amb vessants molt erosionades dedicades completament a l'agricultura
Les valls de Priego són poblades d'alzinars, rouredes i àlbers en les riberes dels cursos d'aigua. Tot i això, la vegetació existent avui dia és tan sols un llunyà reflex de la que hi va haver durant la segona Edat del Ferro, ja que va ser substituïda per cultius, fonamentalment d'olivera. La declaració del Parc Natural de les Serres Subbètiques dona una certa protecció de la vegetació autòctona. Aquest parc compta amb una gran riquesa de flora. Posseeix més de 1.200 tàxons catalogats, i nombrosos endemismes bètics, ibèrics, nord-africans i locals (vint-i-nou són endemismes andalusos entre els quals destaquen Narcissus bugei, Lithodora nitida, Thimelaea granatensis subs. Glauca o Hipochaeris rutea).

#### Fauna
Entre la fauna de la zona destaca l'àguila reial, ja que en un dels tallats més escarpats hi nidifica tots els anys una parella. També hi ha el falcó pelegrí i el voltor comú, que mantenen en aquesta part de les Subbètiques diverses parelles reproductores. Entre els animals nocturns hi destaquen els mussols i les òlibes. Altres exemplars són el senglar, que habita les zones d'abundant matoll, i la musaranya aquàtica mediterrània, un diminut animal que habita en les proximitats dels cursos d'aigua.
Antigament les serres de Priego estaven habitades per ossos, llops i altres grans mamífers, com queda reflectit en el Llibre de la Montería, d'Alfons XI.

### Clima
Priego de Córdoba té un clima càlid i temperat. Segons el sistema de classificació Köppen-Geiger es considera un clima "Csa", és a dir, un clima mediterrani. Concretament es tracta d'un clima mediterrani continentalitzat d'influència atlàntica, propiciat per la llunyania del litoral i afavorit per l'escassa influència marítima, en què les precipitacions que antany van ser abundants, en l'actualitat són molt irregulars a l'hivern i són molt escasses a l'estiu. La precipitació mitjana anual és de 575 mm a l'any, i la temperatura es de 15,7 °C. Els hiverns són suaus, tot i que hi ha baixades de temperatures de forma brusca, de vegades uns graus sota zero amb alta probabilitat de neu, i estius molt calorosos i secs amb temperatures de fins a 44 °C. A causa de les elevacions orogràfiques de l'interior de la depressió i a les elevacions muntanyoses que la voregen (algunes de considerable alçada sobre la plana com, per exemple, la del Turó de la Creu) hi ha moltes zones amb un microclima particular. Les elevacions acaparen major concentració de nuvolositat i humitat i, per tant, les precipitacions afecten de diferent manera unes àrees que les altres.

### Transport per carretera
Històricament era travessada per l'antiga N-321 (Úbeda-Màlaga), que passava per Alcaudete, creuava el nucli urbà de Priego en forma de travessa, i continuava cap a Loja, per dirigir-se a Màlaga via Archidona i Colmenar. Una altra carretera històrica va ser la C-336, que travessava el nucli urbà d'est a oest, coincidint amb l'actual Avinguda de Granada, el Carrer Ramón y Cajal, Avinguda d'Espanya i Avinguda de Niceto Alcalá Zamora. Avui dia hi ha encara restes de la C-336 als accessos a Carcabuey i Almedinilla, entre d'altres. L'antiga N-321, que travessava el paratge de Las Angosturas, va ser transferida a la Junta d'Andalusia, la qual la va dividir, reformar i reanomenar a l'actual A-333 (des de la connexió amb la N-432 fins a la ciutat de Priego), mentre que cap a Loja, via Algarinejo, conserva el seu nom inicial (N-321 o bé A-4154, segons els mapes), fins a trobar-se amb l'A-92.
L'A-339 (abans A-340, Estepa-Guadix) cobreix el trajecte Cabra-Alcalá la Real. La idea de convertir l'antiga A-340 en una autovia va xocar de front a causa de dues causes: la presència del Parc de les Serres Subbètiques, que hagués hagut de ser travessat si es construís, i el poc volum de vehicles per la A-340 des de Cabra fins a Alcalá la Real. En el seu lloc es va construir un carril per a vehicles lents que travessa el parc i que ha suscitat múltiples protestes de grups ecologistes.
Priego té una xarxa d'autobusos interurbans que la comunica amb Lucena, Cabra, Còrdova, Granada, Montilla i Alcalá la Real, així com amb un servei de busos urbans per desplaçar-se a dins del municipi o a diverses aldees properes, com a Esparragal, Lagunillas, Zagrilla Alta, Zagrilla Baja i Zamoranos.

## Història

### Prehistòria
Al terme municipal de Priego es conserven excel·lents exemples d'art rupestre paleolític o jaciments com El Pirulejo, molt proper al Barri de la Vila. Les primeres referències sobre Priego daten del període Musteriense (Paleolític mitjà, entre el 90.000 i el 30.000 aC), que es consoliden donades les proves arqueològiques, exposades als museus municipals. Hi ha un bon nombre de jaciments neolítics i calcolítics en coves dels que procedeixen magnífics exemples de ceràmiques decorades, indústria lítica o òssia i altres objectes representatius. Durant la protohistòria, no falten tampoc els turons fortificats d'època ibèrica i romana. Pel que fa al nucli urbà, l'ocupació humana més antiga documentada a El Palenque s'ha datat per mitjà del ¹⁴C entorn de l'any 4000 aC, el que demostra que durant el Neolític ja hi va haver poblament humans.

### Època Romana
Pel que fa a l'època romana, s'ha localitzat una vila en un dels costats de la Plaça de la Constitució, davant de l'ajuntament, que origina entre mitjan segle i i el segle ii. Tenia almenys dues principals agrupacions edilícies independents separades menys de 150 m. D'una banda, la pars urbana residencial, amb el menjador identificat, pavimentat de mosaic, i els seus banys annexos; i per l'altra, una pars rústica o fructuària, relacionada amb les feines del camp. Entre ambdues parts de la vila es va situar una necròpolis de cremació amb uns aixovars que proven que era la necròpolis on es van dipositar les restes de tota o part de la família del dominus o amo de les terres, probablement algun terratinent del municipium flavium de Ipolcobulcula. A més d'aquest nucli, el Priego romà tenia un forn de calç, diversos forns de ceràmica, i una altra necròpolis més. Així mateix, al terme municipal s'han catalogat més d'un centenar de jaciments arqueològics amb ocupació en època romana.

### Època musulmana
Denominada Medina Bahiga durant el període del Califat de Còrdova, Priego va ser capital d'una de les cores del territori de l'Àndalus, mentre es desenvolupava el període d'ocupació musulmà a la península Ibèrica a mitjans del segle ix.
Participant en les campanyes de l'emir Muhammad I sobre l'any 863 va exercir un important paper en les guerrilles que es van mantenir dins de l'emirat cordovès pel seu control entre Omar Ben Hafsún, Said ben Mastana i Banu Matruh. Va esdevenir el 889 un centre d'operacions d'Ibn Mastana, seguidor d'Omar Ben Hafsún i un dels més importants capitostos insurrectes, que s'autoanomenà «Senyor de Priego i Luque», època en la qual Priego de Córdoba va viure certa prosperitat. Quan va desaparèixer el Califat de Còrdova passà a formar part inicialment del Regne Zirita de Granada, passant després a formar part del Regne Nazarita i va acabar el 1090 sent ocupat pels Almoràvits, els quals van ser substituïts posteriorment pels Almohades a mitjan segle xii. En aquesta època va aconseguir la seva major extensió de tota l'edat mitjana quan fins i tot va poder a encunyar moneda. Aquesta prosperitat va ser truncada violentament per les conquestes cristianes.

### La Reconquesta
El rei Ferran III va prendre la localitat l'any 1225, i la va donar a l'Ordre de Calatrava per protegir-la i defensar-la com a punt estratègic en el desenvolupament de la reconquesta. Priego va tornar a formar part del Regne Nazarita de Granada fins a la conquesta definitiva per part d'Alfons XI l'any 1341, que va reconstruir la muralla del castell i fomentà la repoblació mitjançant la concessió de certs tributs.

### Seglesxivaxix
L'any 1370 passa de dependre de la Corona a pertànyer a Gonzalo Fernández de Córdoba, senyor de la Casa d'Aguilar, per cessió d'Enric II de Castella. A final de l'any 1501, els Reis Catòlics nomenen primer marquès de Priego a Pedro Fernández de Córdoba y Pacheco i així es constitueix el Marquesat de Priego. En aquesta època es construeixen la Casa del Cabildo, la presó, l'almodí, les carnisseries i l'església de Sant Esteve, avui coneguda com a San Francisco, mentre es mantenien plets en defensa dels seus furs i privilegis.
Al segle xvii, a causa la imposició de l'impost de les alcabalas, la situació econòmica de Priego va empitjorar. El 1617 va concloure un acord amb Felip III, i que posteriorment va ratificar Felip IV, per a la compra de les alcabalas per part de la vila. En aquest segle es va fundar l'Hospital de la Caritat, situat a la Porta Granada, i es van patir diverses epidèmies de pesta el 1650 i 1680.
Durant el segle xviii, amb l'expulsió dels moriscos del barri de la Porta Granada, es torna a viure una altra època pròspera, arribant a ascendir la seva població a més de 3.000 persones, convertint-se en un dels centres més importants d'indústria de la seda, venent "El tafetà" i "El vellut" a Sevilla, Màlaga, Navarra, Portugal, França i a les Índies. El 1705 la vila pren part en la Guerra de Successió i defensa de Gibraltar, i passa l'any 1711 a dependre del Ducat de Medinaceli.
El barroc pren importància en aquest segle, causa de la influència de l'escola d'artistes creada per l'arquitecte Francisco Hurtado Izquierdo. A la darreria d'aquest segle, la riquesa va minvar, fins a desaparèixer íntegrament a causa, en gran manera, a la deterioració de la producció de la morera, dels impostos i de la pressió competitiva dels teixits de cotó anglesos i catalans.
Tot i la crisi iniciada a la fi del segle xviii, a la primeria del segle xix augmenta la població, gràcies al desenvolupament industrial en el sector tèxtil, de la producció agrícola i l'adhesió a la monarquia constitucional, fets que li permeten obtenir el títol de ciutat pel rei Alfons XII l'any 1881. Uns anys abans, el 1843, s'emancipen del municipi els llogarets de Fuente-Tójar i Almedinilla.

### Seglexx
A principi del segle xx hi existien més de quaranta molins, que eren un dels principals motors de l'economia de la zona. A la dècada dels vint la indústria tèxtil floreix vins a l'ocàs en la dècada dels setanta i que produeix la reconversió en indústries de la confecció.
A la Guerra Civil, el llavors alcalde Francisco Adame Hernández, abans republicà, va seguir en les seves funcions normalment i no es va pensar que fos necessari confiscar l'Ajuntament i destituir la Corporació, com havia ordenat Ciriaco Cascajo a tots els comandaments de la Guàrdia Civil, resultant una transició tranquil·la. Un dies més tard, però, enviats a les ordres de Calvo Sotelo van procedir a purgar el consistori causa de l'educació republicana de l'alcalde. Es va procedir a organitzar els paisans armats en unitats d'Infanteria i Cavalleria. Aquestes columnes es van estendre per tots els pobles dels voltants, de manera que la revolta va quedar consolidada en tot el cacicat. Diversos camperols van ser afusellats a partir del mes d'agost. Al Registre Civil apareixen dinou víctimes.
Un cop tornada la democràcia després de la Guerra Civil Espanyola, Priego tracta de reestructurar-se després de perdre la seva indústria tèxtil, bolcant-se en la tasca de producció d'oli com a valor i màxim exponent en la tornada al sector primari.

## Demografia
Els últims 25 anys del segle xx han suposat un substancial canvi en el model de creixement de la població andalusa en general. La massiva emigració d'antuvi ha donat pas la incipient immigració, i al creixent protagonisme de moviments interns de relocalització de la població. La caiguda de la fecunditat i l'estabilització de les taxes de mortalitat han contribuït a un progressiu retrocés de la vitalitat natural.
L'envelliment de la població és un procés que s'ha anat consolidant en els últims anys. D'una banda és degut al fet que el nombre de naixements ha anat caient progressivament de manera que la mitjana de fills per família en actualitat no arriba als 1,5. D'altra banda, les persones cada vegada viuen més anys gràcies, entre altres coses, als avenços de la medicina.
L'any 2015, Priego de Córdoba tenia 22.936 habitants, 11.222 homes i 11.714 dones. Evolució demogràfica de Priego de Córdoba:
| 1842  | 1857   | 1860   | 1877   | 1887  | 1900   | 1910   | 1920   |
| ----- | ------ | ------ | ------ | ----- | ------ | ------ | ------ |
| 13464 | 14.152 | 14.777 | 15.597 | 15805 | 16.904 | 17.691 | 19.000 |

| 1930   | 1940   | 1950   | 1960   | 1970   | 1981   | 1996   | 1998   |
| ------ | ------ | ------ | ------ | ------ | ------ | ------ | ------ |
| 24.501 | 25.181 | 27.093 | 25.737 | 21.541 | 19.485 | 21.732 | 22.196 |

| 2000   | 2002   | 2004   | 2006   | 2008   | 2010   | 2012   | 2014   |
| ------ | ------ | ------ | ------ | ------ | ------ | ------ | ------ |
| 22.053 | 22.558 | 22.906 | 23.087 | 23.309 | 23.563 | 23.456 | 23.112 |

## Política
A les eleccions municipals del 2015 va guanyar la llista del Partit Popular encapçalada per María Luisa Ceballos Casas, que va revalidar així la victòria de les eleccions del 2011 en què va desbancar l'anterior alcaldessa socialista Encarnación Ortiz Sánchez. Ceballos va obtenir 5.065 vots, el 43,06% del total de vots emesos, i va obtenir 10 regidors. El segon partit més votat va ser el Partit Socialista, amb 3.051 vots (25,98%, 6 regidors), seguit del Partit Andalusista amb 2.022 (17,22%, 4 regidors) i de Participa Priego amb 616 (5,25% i 1 regidor). Esquerra Unida es va quedar amb un 4,78% dels vots en aconseguir-ne tan sols 561 i no va aconseguir cap regidor, el mateix que la resta de partits que s'hi van presentar.
| Candidatura | Candidatura                                           | Cap de llista              | Vots   | Regidors | % vots |
| ----------- | ----------------------------------------------------- | -------------------------- | ------ | -------- | ------ |
|             | Partit Popular                                        | María Luisa Ceballos Casas | 5.065  | 10       | 43,06% |
|             | Partit Socialista d'Andalusia                         | José Manuel Mármol Servián | 3.051  | 6        | 25,98% |
|             | Partit Andalusista                                    | Juan Carlos Pérez Cabello  | 2.022  | 4        | 17,22% |
|             | Participa Priego                                      | David López García         | 616    | 1        | 5,25%  |
|             | Esquerra Unida Els Verds - Convocatòria per Andalusia | Manuel Rodríguez Miranda   | 561    | -        | 4,78%  |
|             | En blanc                                              |                            | 180    | -        | 1,53%  |
|             | Nuls                                                  |                            | 157    | -        | 1,32%  |
| Total       | Total                                                 | 11.899                     | 11.899 | 21       | 63,67% |

### Alcades de Priego
El primer alcalde de Priego després de la transició va ser el socialista Pedro Sobrados Mostajo, mestre d'escola de professió i subdirector del diari Adarve. Va estar al capdavant del consistori des de 1979 fins al 1987, quan va ser substituït pel seu company de partit Tomás Rafael Delgado Toro, qui ho va ser fins a l'any 2003. Juan Carlos Pérez Cabello va ser alcalde des del 2003 fins al 2007, sent el primer i l'únic alcalde del Partit Andalusista al capdavant del govern municipal. Encarnación Ortiz Sánchez, socialista, va ser la primera alcaldessa del municipi fins que el 2011 va arribar al càrrec María Luisa Ceballos Casas, la primera alcaldessa del Partit Popular, la qual ostenta en càrrec actualment.
Llista d'alcaldes de Priego des de les eleccions democràtiques de 1979:
| Període   | Nom de l'alcalde           | Partit           |
| --------- | -------------------------- | ---------------- |
| 1979-1987 | Pedro Sobrados Mostajo     | Logotip del PSOE |
| 1987-2003 | Tomás Rafael Delgado Toro  | Logotip del PSOE |
| 2003-2007 | Juan Carlos Pérez Cabello  | Logotip del PA   |
| 2007-2011 | Encarnación Ortiz Sánchez  | Logotip del PSOE |
| 2011–act. | María Luisa Ceballos Casas | Logotip del PP   |

## Divisió administrativa
L'àmbit del municipi es compon de dotze llogarets i vint disseminats. La major part dels llogarets estan situades a la zona nord del municipi, predominant al sud el caseriu i la hisenda. Són poblacions que no arriben al miler d'habitants, i on un gran nombre de cases es troben deshabitades, bàsicament degut al moviment poblacional cap a les ciutats per la crida de la societat. S'associen al món rural, als camperols i als ramaders, i és on es poden trobar encara la majoria d'artesans de l'espart, el vímet o la vareta d'olivera, per exemple. L'economia d'aquests indrets està basada en l'olivera i la seva arquitectura comú més significativa són grans cases blanques, típiques de l'entorn andalús rural amb voluminosos patis i placetes.

### Nuclis de població
A data 1 de gener de 2015, aquests són els 32 nuclis de població que trobem a Priego de Córdoba:
| Nom              | Entitat    | Habitants |
| ---------------- | ---------- | --------- |
| Las Angosturas   | Disseminat | 2         |
| Azores           | Disseminat | 50        |
| Camponubes       | Aldea      | 47        |
| El Cañuelo       | Aldea      | 144       |
| El Castellar     | Disseminat | 99        |
| Castil de Campos | Aldea      | 643       |
| Castil de Campos | Disseminat | 1         |
| La Concepción    | Aldea      | 193       |
| La Concepción    | Disseminat | 27        |
| El Esparragal    | Aldea      | 234       |
| El Esparragal    | Disseminat | 0         |
| Genilla          | Disseminat | 286       |
| Las Higueras     | Aldea      | 35        |
| Las Higueras     | Disseminat | 2         |
| Jaula            | Disseminat | 21        |
| Las Lagunillas   | Aldea      | 396       |

| Nom            | Entitat    | Habitants |
| -------------- | ---------- | --------- |
| Las Lagunillas | Disseminat | 136       |
| Las Navas      | Disseminat | 192       |
| Navasequilla   | Disseminat | 54        |
| Las Paradejas  | Disseminat | 54        |
| El Poleo       | Aldea      | 24        |
| La Poyata      | Disseminat | 66        |
| Los Prados     | Disseminat | 0         |
| El Salado      | Disseminat | 76        |
| El Solvito     | Disseminat | 37        |
| El Tarajal     | Aldea      | 19        |
| La Vega        | Disseminat | 104       |
| Los Villares   | Disseminat | 78        |
| Zamoranos      | Aldea      | 426       |
| Zagrilla alta  | Aldea      | 195       |
| Zagrilla baja  | Aldea      | 201       |
| Zagrilla       | Disseminat | 69        |

## Economia
L'economia prieguense es caracteritza per uns importants sectors secundaris i terciaris, predominant el comerci i els serveis, a banda d'una tradicional indústria tèxtil, que cobreix el 60% de l'activitat econòmica. També són molt importants al municipi la talla de la fusta i la forja. A causa de la seva història, amb un ric patrimoni històric que data des de l'Època romana, i la situació enclavat dins el parc natural de les Serres Subbètiques, el turisme es desenvolupa.
El terme municipal de Priego de Córdoba tradicionalment ha estat dedicat gairebé íntegrament a l'agricultura de l'olivera per a l'elaboració de l'oli. L'oli d'oliva Verge Extra va obtenir la denominació d'origen (D.O.P. Priego de Córdoba), en part a causa de la climatologia i geologia de l'entorn, amb un relleu molt accidentat i un clima que han propiciat el seu desenvolupament. També està dedicat al cultiu del cereal, lleguminoses i altres cultius.

## Paisatge urbà

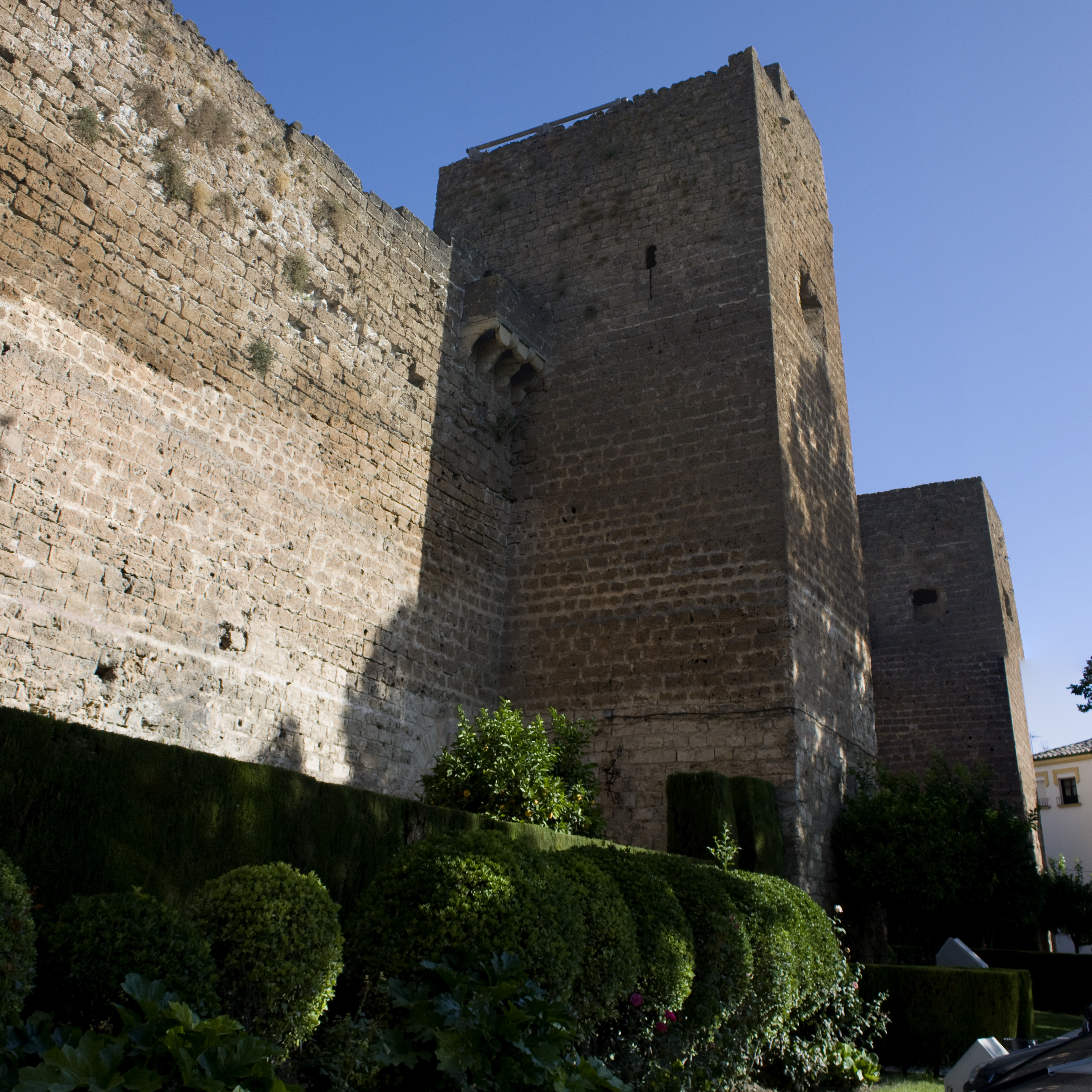
Castell de Priego

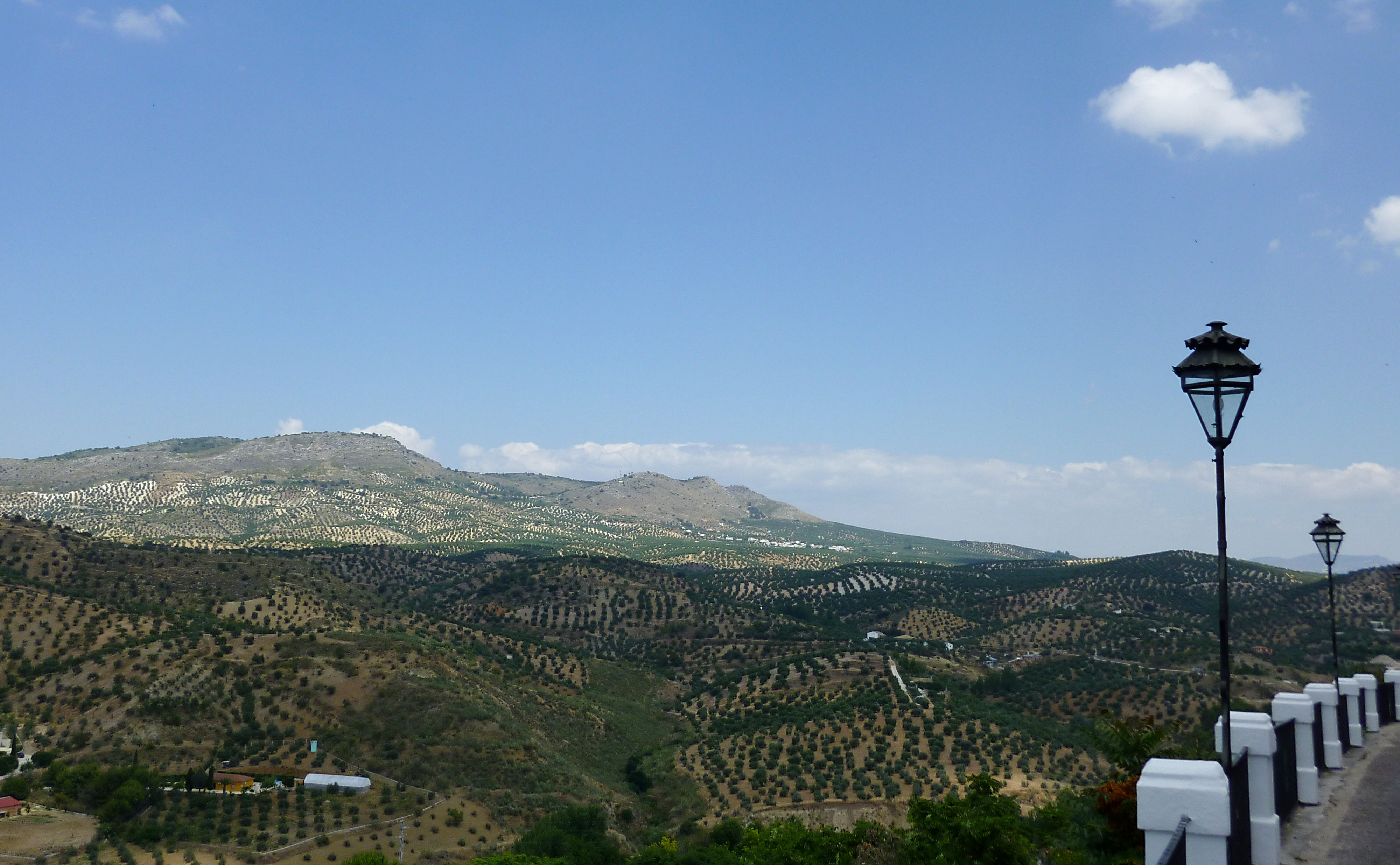
Vista des de l'Adarve

### Patrimoni arquitectònic i artístic

#### Barri de la Vila i Balcó de l'Adarve
El barri de la Vila és un barri d'origen andalusí, de l'època musulmana-medieval durant el període de l'Àndalus. Nucli antic del municipi, contigu al Castell, destaca pels carrers sinuosos, de mínimes dimensions, blancs, estrets i adornats amb flors. Comparteixen arquitectura amb barris com l'Albaicín de Granada o el Call de Còrdova. El límit natural és el balcó de l'Adarve, un balcó natural obert d'uns 55 metres d'altura en direcció est, que consta de tres fonts distribuïdes de forma regular i de les que raja aigua contínuament. Des del balcó, es pot albirar la plana al·luvial del riu Salat i part de la Subbètica. Un tall de considerable desnivell que ha garantit la inexpugnabilitat de Priego al llarg de la història. El conjunt històric va ser declarat Conjunt Històric-Artístic l'any 1972.

#### Carnisseries Reials

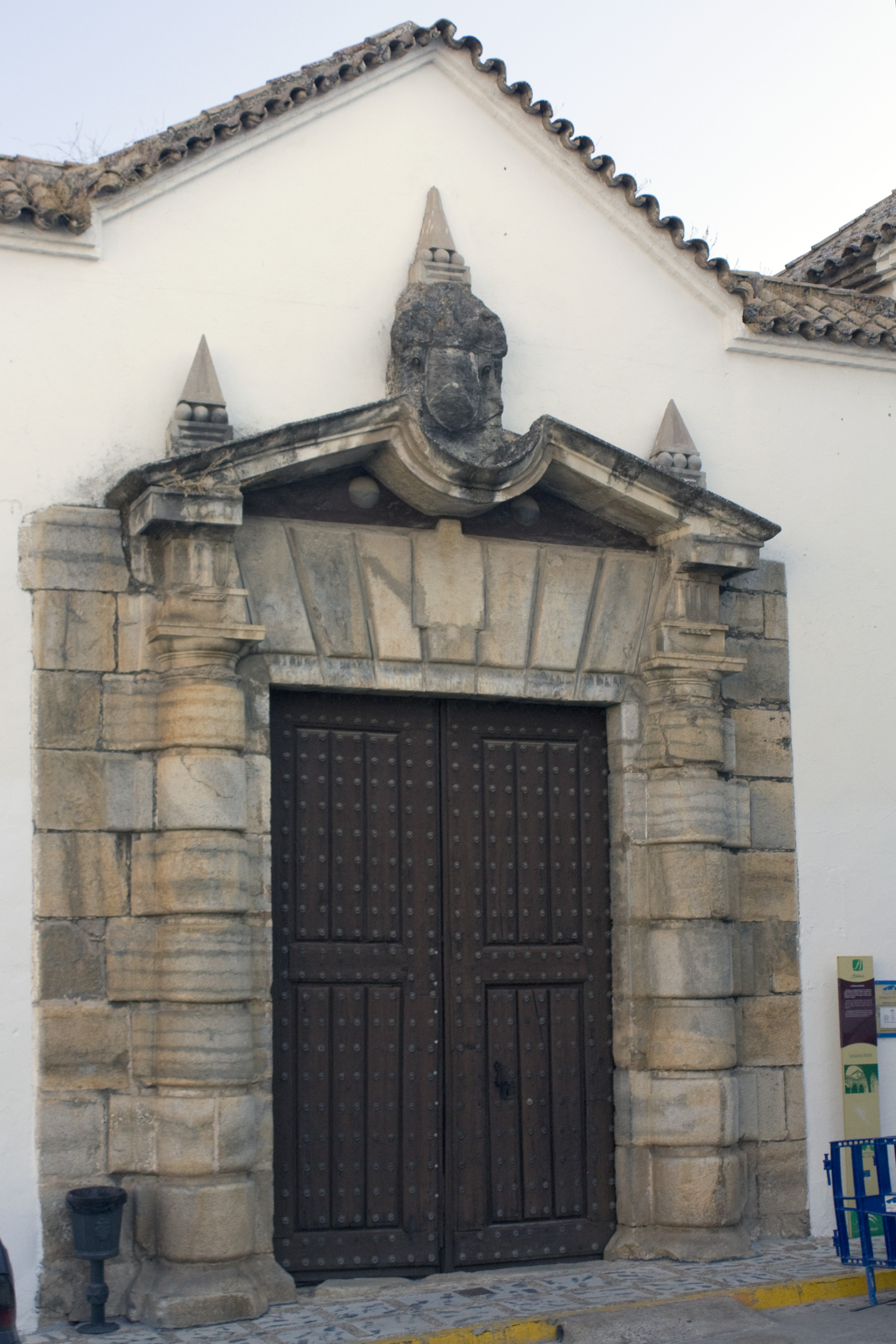
Carnisseries Reials

Antic escorxador i mercat del segle xvi, construïdes entre 1576 i 1579. Van ser dissenyades per l'arquitecte Francisco del Castillo el Mozo, amb una façana d'estil manierista d'ascendència italiana, amb columnes, cobertes d'un frontó triangular. L'arquitectura del recinte es compon d'una planta quadrada, amb un pati central, el qual té galeries d'arcs de mig punt sobre columnes de pedra i torres amb angles, i hi destaca l'escala en espiral.

#### Carrer Rio
Rep el seu nom per ser la llera natural de la deu de la Font de la Salut (avui dia entubat i soterrat) que fa que tingui forma zigzaguejant. S'hi poden veure bastants cases-palau, on vivien les famílies adinerades, entre les quals cal destacar la casa natal de Niceto Alcalá Zamora, primer president de la II República Espanyola.

#### Castell
El castell és una fortalesa àrab, reformada als segles xiii i xiv després de la reconquesta cristiana, de caràcter principalment militar i compost per diverses torres quadrangulars i una cilíndrica. La Junta d'Andalusia va atorgar-li l'any 1993 el reconeixement especial als castells de la Comunitat Autònoma d'Andalusia. Entre les torres cal destacar la torre mestra, també coneguda com a Torre Gorda, que va ser declarada Monument Històric-Artístic l'any 1943, que és al pati d'armes amb una altura de 30 m, tot i que actualment una part és semisubterrani.

#### Font del Rei

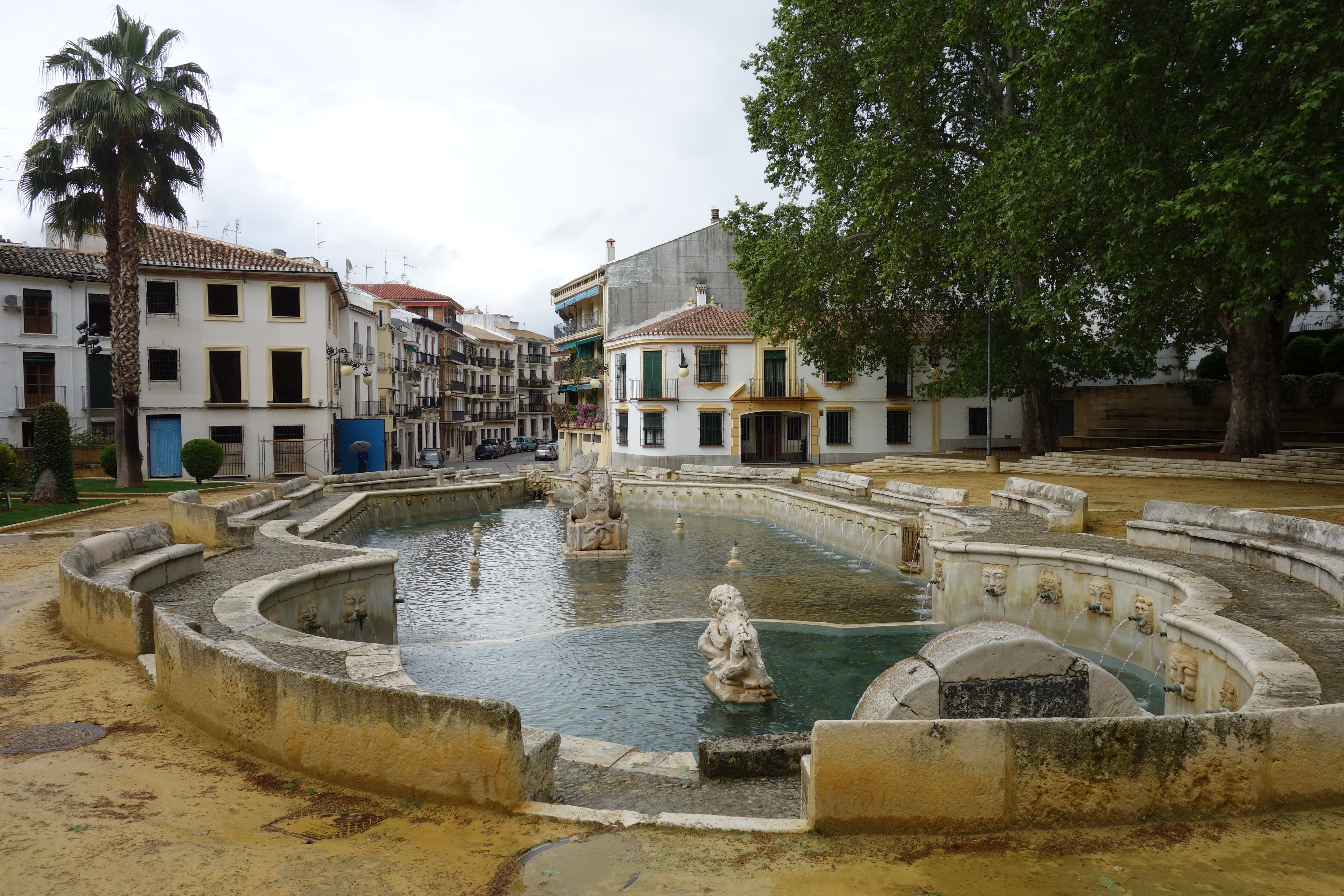
Imatge de la Font del Rei l'any 2016

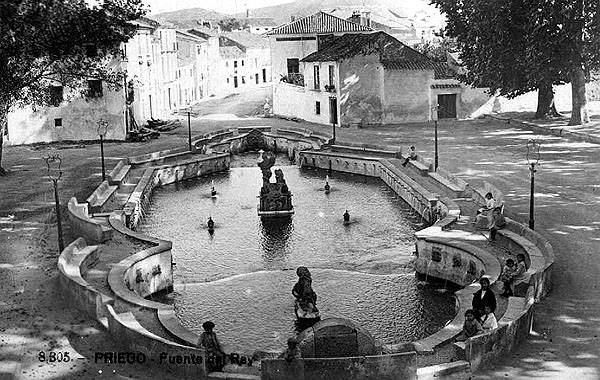
Imatge de la Font del Rei l'any 1940

La Font del Rei és l'obra més important de l'arquitectura civil situada al centre de la ciutat. És una font d'estil barroc que, després de successives transformacions des del segle xvi, va ser acabada de construir l'any 1803 per Remigio del Mármol. Està composta per 139 dolls, molts amb mascarons de pedra de rostres fantasmagòrics, i tres estanys a diferents nivells i forma allargada en la qual predominen contorns corbs, vorejada íntegrament de seients. Al primer estany hi ha una escultura amb un lleó i una serp lluitant, obra atribuïda a l'escultor neoclàssic José Álvarez Cubero. Al segon estany, realitzat per Remigio del Mármol, la figura central és l'escultura de Neptú i Amfitrite, que cavalquen sobre un carro tirat per cavalls que surten de l'aigua. L'aigua cau des del segon al tercer estany per mitjà d'una cascada, i surt pel mascaró del Clero. La Font del Rei, declarada Patrimoni Nacional des de 1984, està situada al costat de la Font de la Salut, una deu que abasteix d'aigua la ciutat que va ser construïda l'any 1586 per Francisco del Castillo. Al centre de la font hi ha una petita imatge de la Mare de Déu de la Cabeza.

#### Horta de les Infantes o Esbarjo de Castella
L'anomenat «esbarjo de Castella» (en castellà Recreo de Castilla) és un jardí a la vora de la muralla del Adarve, just sota el Castell. La primera referència que se'n té data de l'any 1550, on apareix en una carta de compravenda, amb el nom d'Horta de les Infantes. Cap al 1857 aquesta horta és adquirida per Antonio Castilla que hi construeix una casa. En les dècades següents, aquest senyor i els seus hereus converteixen el recinte en un jardí romàntic basat en la vegetació i els jocs d'aigua. Durant els cinquanta anys se l'ha anomenat Esbarjo de Castella, pel cognom dels seus propietaris encara que també s'ha mantingut el topònim original d'Hort o Horta de les Infantes.

#### Passeig de Colòmbia
Quan es va construir es va anomenar Passeig del Adarve, i popularment és conegut com a Passeig de les Roses, no va ser fins a l'any 1923 quan se li atorga el nom actual com a Passeig de Colòmbia. Nom en honor d'Antonio Caballero y Góngora, arquebisbe i virrei de Nova Granada durant el període del Virregnat de Nova Granada entre l'any 1782 i 1789, amb motiu del segon centenari del seu naixement.

#### Plaça de toros
La plaça de bous va ser construïda l'any 1892. Consta de dues plantes i posseeix la peculiaritat que es troba excavada en una antiga pedrera, d'aquí el seu sobrenom de Les Pedreres. En els seus límits està situat el parc taurí, adaptat a l'entorn en què està situada la plaça. Sent inaugurada oficialment el 7 d'agost de 1892, per ella han passat toreros com Lagartijo, Rafael Guerra, Julio Aparicio o Finito de Córdoba.

### Esglésies
A Priego trobem vuit esglésies i dues ermites.

#### Església de la nostra Senyora de l'Assumpció
Edifici gòtic-mudèjar de tres naus del segle xvi, amb arcs apuntats sobre pilars octogonals, acabats per una coberta mudèjar amb decoració que encara es conserva sota la volta barroca del segle xviii. La construcció va començar l'any 1525 a instàncies de la Marquesa de Priego. El sagrari va ser realitzat per Francisco Javier Pedrajas, entre 1772 i 1784, i és Monument Nacional des de 1932. Té una planta octògonal envoltat de pas inferior i tribuna que és rematada amb una cúpula gallonada, perforada a la base per vuit amplis finestrals dels que baixa la llum a tot el conjunt, al qual s'anteposa un recinte menor quadrat. Està recoberta amb motllures i guixeries d'inspiració rococó.

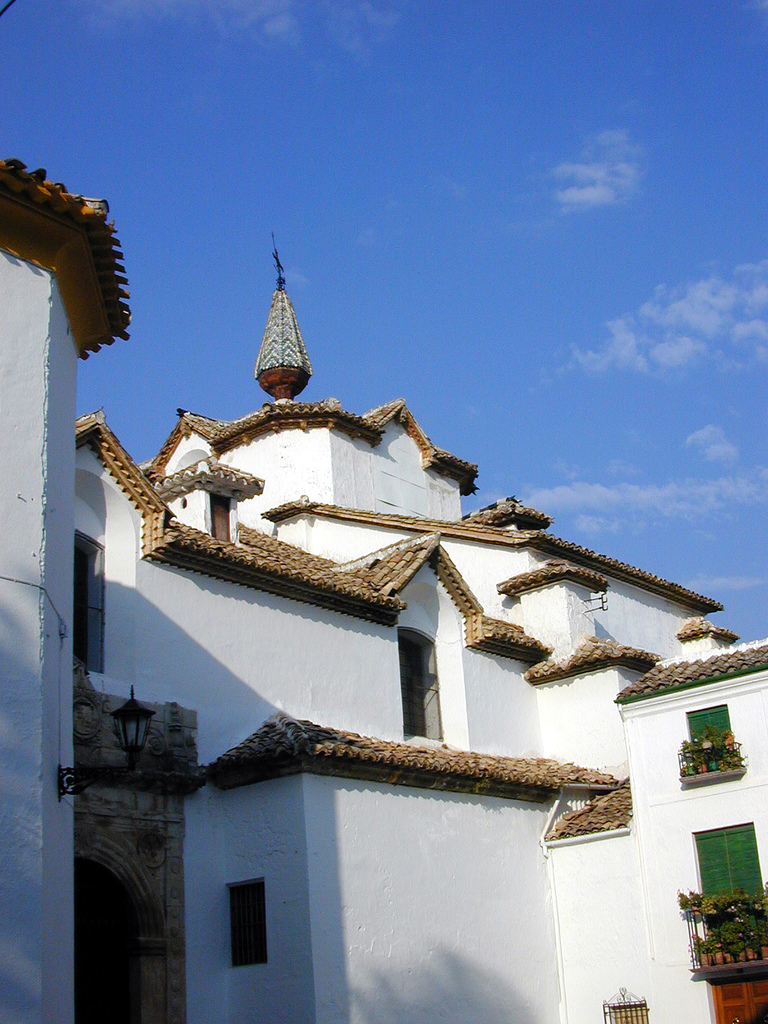
Imatge de l'església
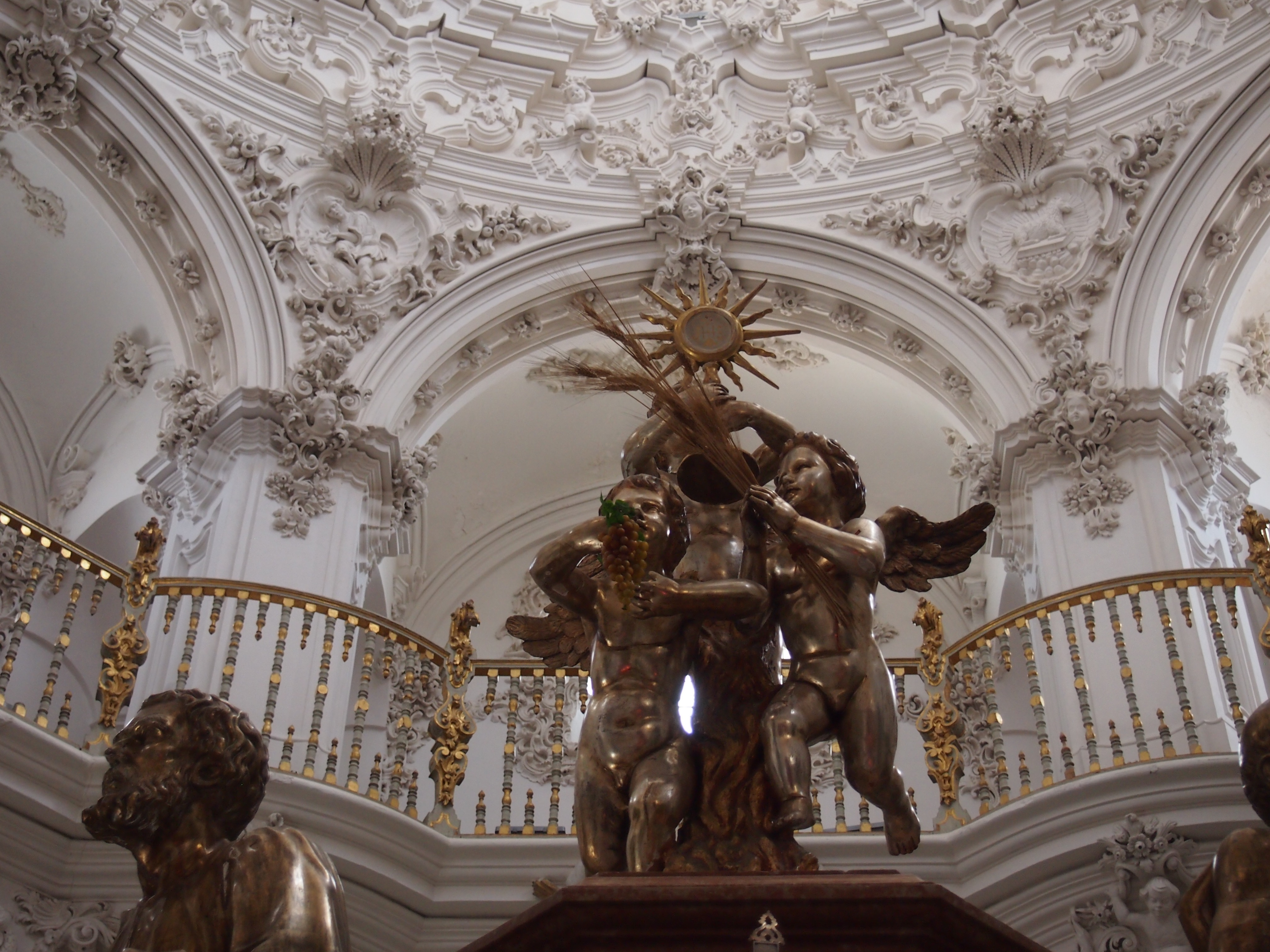
Capella del Sagrari
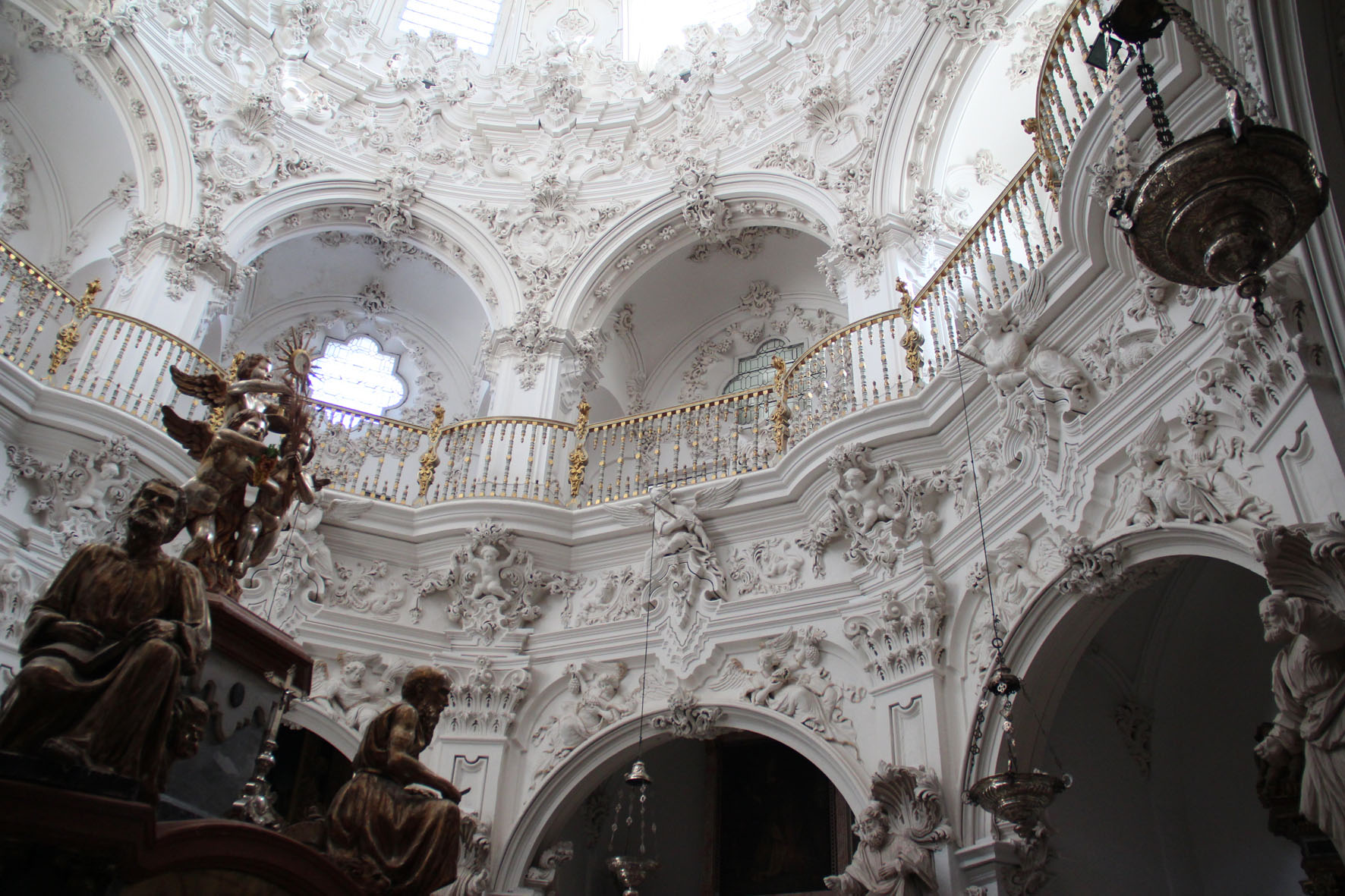
Detall de l'església
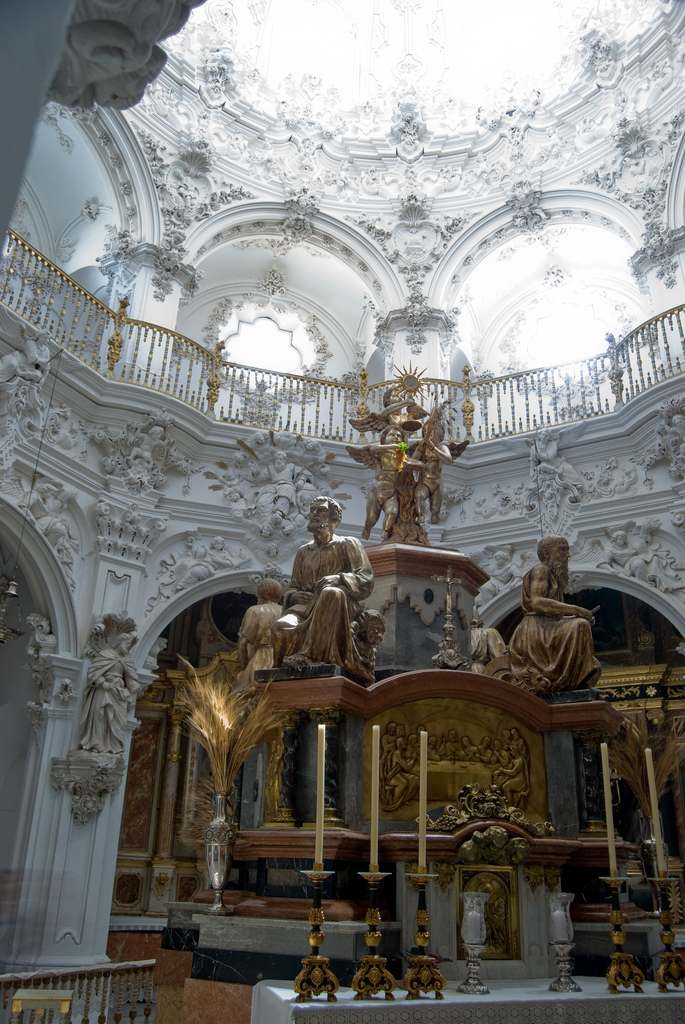
Detall de l'església
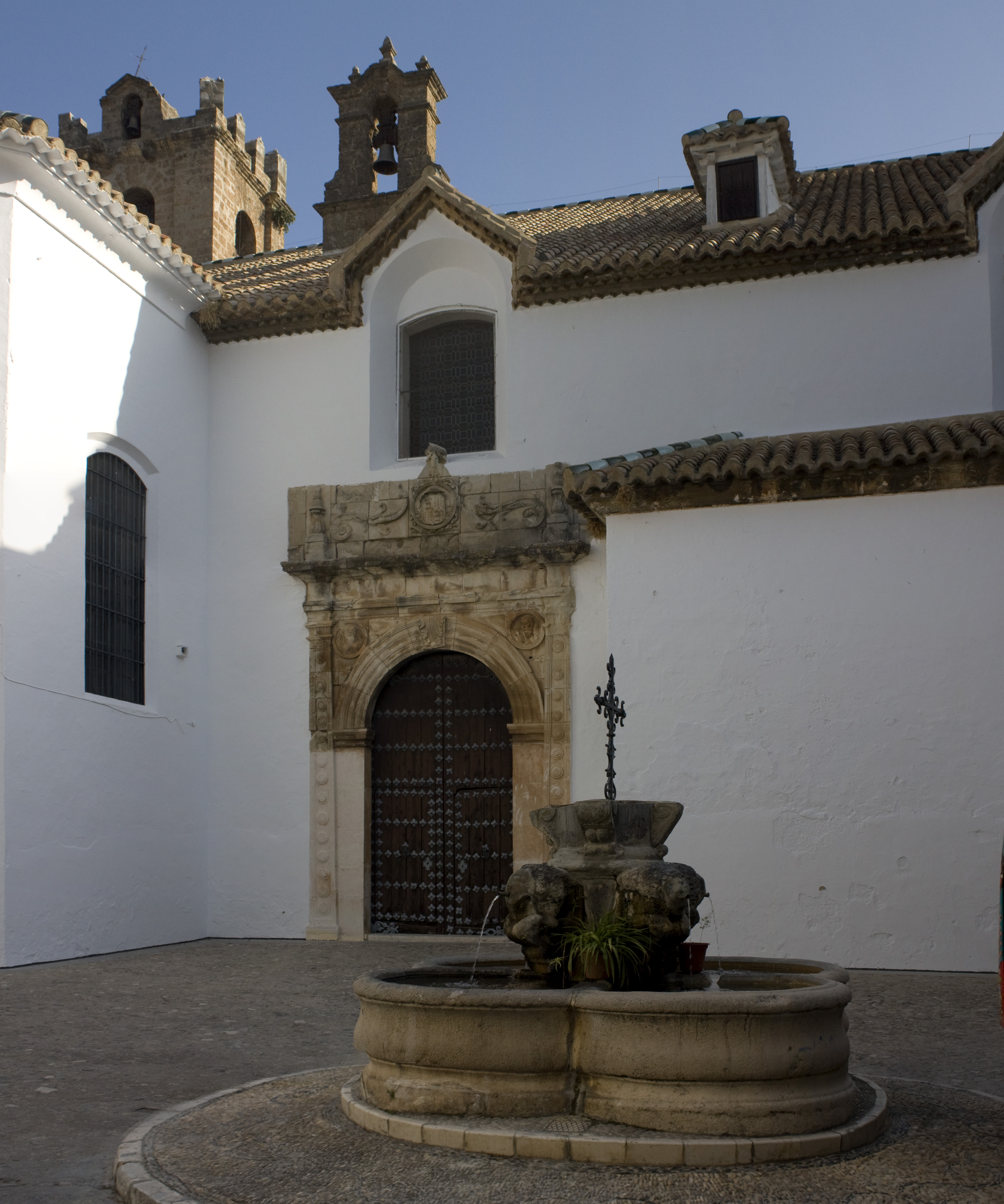
Pati
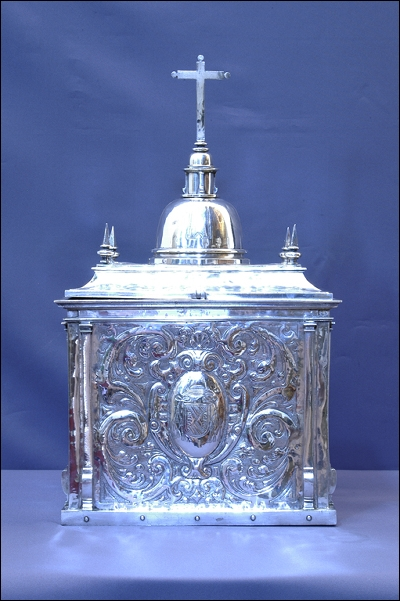
Arca eucarística de plata
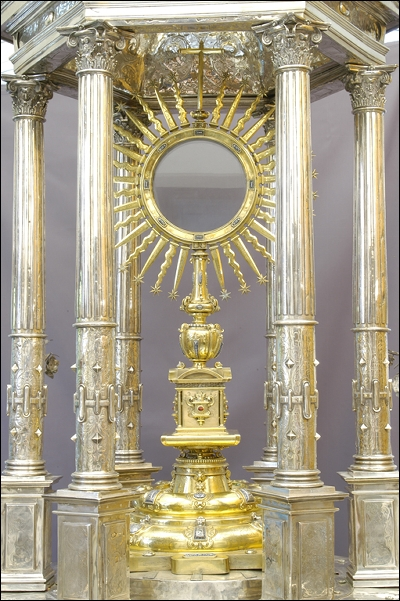
Ostensori col·locat a l'interior de la custòdia processional

#### Església de la nostra Senyora de l'Aurora
Es tracta de l'antiga ermita de Sant Nicasi, que data del segle xv, reformada al segle xviii per Juan de Diós Santaella. És de planta rectangular, de volta amb cinc trams de mig canó amb finestres, situant-se el cor alt en el primer i, a la capçalera, una cúpula de mitja taronja sobre petxines. Els trams de la volta es projecten a terra per mitjà de pilastres en què se situen les talles en guix de Sant Pere, Sant Pau i els Evangelistes. La portada està feta amb marbres policroms, obra de Pedrajas.

#### Església de Sant Francesc
Va ser construïda als anys 1510-12, per mercè de Pedro Fernández de Córdoba, primer Marquès de Priego, sota l'advocació de sant Esteve, i va ser acabada el 1548. És un temple gòtic tardà o mudèjar, remodelat al segle xviii en estil barroc, a càrrec de Jerónimo Sánchez de Roda i posteriorment Juan de Diós Santaella. Del temple original pràcticament només queden les plantes de saló. L'any 2003, la Consejería de Cultura va inscriure en el Catàleg General del Patrimoni Històric Andalús, amb la categoria de Monument, l'església i l'antic convent.

#### Església del Carme

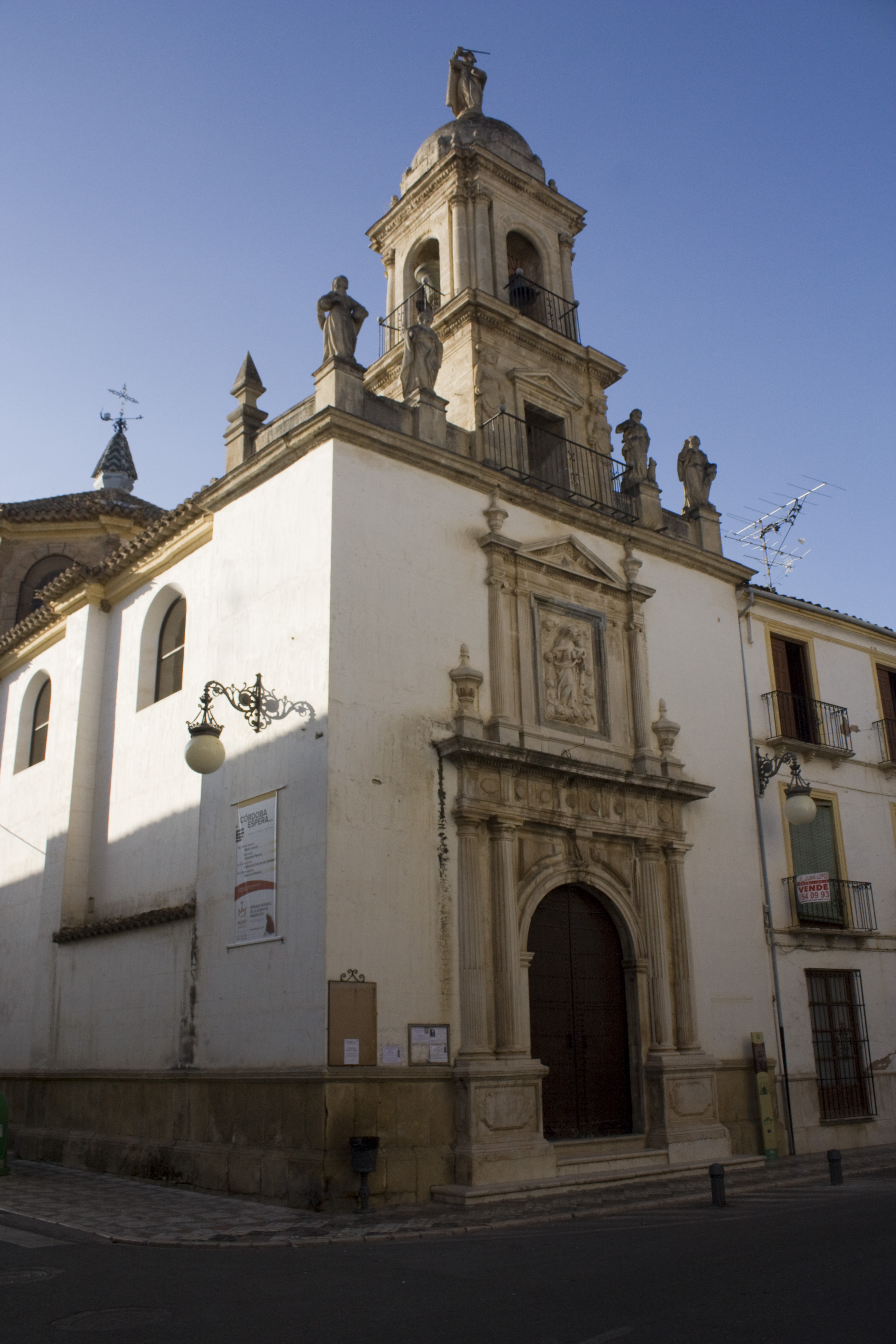
Església del Carme

Obra reedificada en estil barroc al segle xviii per Remigio del Mármol. De transició del barroc al neoclàssic, és concebuda amb una sola nau amb creuer insinuat. La coberta té tres trams de volta de canó i sobre el creuer una cúpula gallonada sobre petxines en les que s'obren quatre finestres. De la decoració destaca la combinació d'elements neoclàssics amb altres barrocs. El retaule major és obra de Juan de Diós Santaella. Sobre un sòcol hi ha el banc i un únic cos amb estípits que emmarquen el cambril de la Mare de Déu del Carme, de l'escola granadina, a banda i banda Sant Joaquim i Santa Anna. A l'àtic apareix la imatge de Sant Josep. El cambril, típicament neoclàssic, és obra de Remigio del Mármol.

#### Església de les Mercès

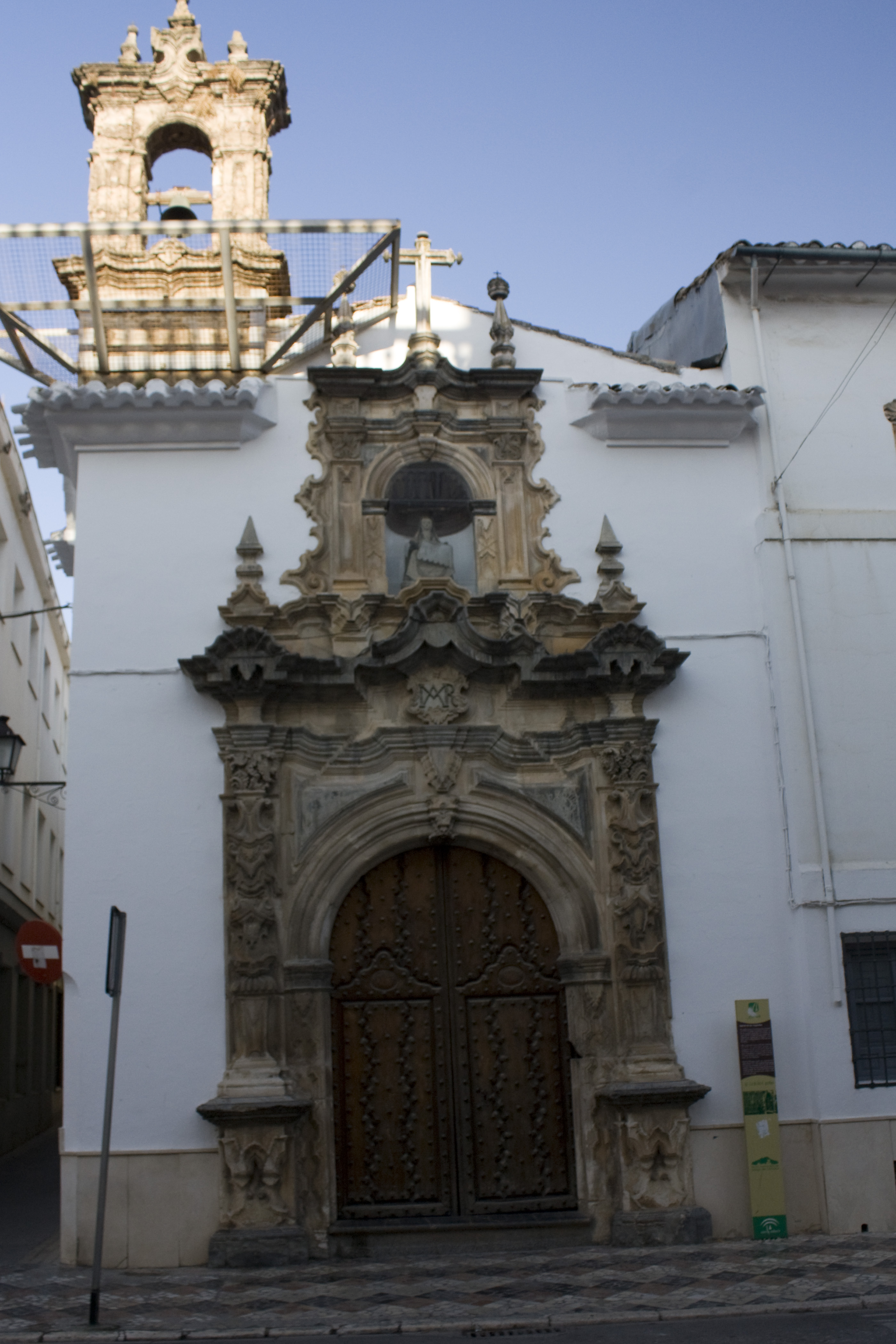
Església de la nostra Senyora de les Angoixes

És una església reedificada sobre l'antiga ermita de Sant Antoni Abat, que va ser reformada l'any 1780. Presenta planta de creu llatina amb un creuer curt en forma de pastera, coberta per una volta d'aresta en dos trams i una gran cúpula gallonada. A sota una cornisa amb formes corbes amb uns arcàngels de grans dimensions. Les fines guixeries d'estil rococó es distribueixen en grups per tot el temple i apareixen, com la resta del conjunt, inundades de la llum que reben de les vidrieres de la cúpula i volta. Ha estat declarada Monument Nacional.

#### Església-Hospital de Sant Joan de Déu
Va ser fundada l'any 1637 per Juan de Herrera, sota l'advocació de Sant Onofre. La primitiva església va ser enderrocada el 1696. L'actual va ser realitzada per Francisco Hurtado Izquierdo que la va acabar el 1717. Consta d'una sola nau amb un breu creuer amb cúpula de mitja taronja, sense tambor ni llanterna, però amb franges que anticipen les cúpules gallonadas, prototip de l'arquitectura barroca prieguense. La coberta és de canó.

#### Església de la nostra Senyora de les Angoixes
D'estil rococó, va ser fundada el 1773 per Josefa del Mármol amb la intenció de dotar d'un temple a la imatge de la Verge de les Angoixes. La construcció va acabar el 1775 i la decoració interior el 1778. El temple és d'una nau amb volta d'aresta i llunetes, a la capçalera una cúpula gallonada que descansa en una cornisa. L'autoria del temple i retaules s'atribueixen a Juan de Diós Santaella. Al cambril, el grup escultòric titular és de l'escola granadina de finals del segle xviii, sent el Crist del cercle de José de Mora. Al banc dues magnífiques figures de la Verge i Sant Josep amb el nen en braços, obres de José Risueño del segle xviii. La portada està realitzada en marbres de colors, amb dos cossos, també de Santaella.

#### Església de Sant Pere
Antic convent dels alcantarins. Església barroca conclosa el1690, amb planta de creu llatina amb voltes de mig canó i una cúpula sobre el creuer de mitja taronja sobre petxines amb escassa decoració de guixeries. El retaule major, realitzat pels germans Sánchez de Roda, consta d'un cos dividit en tres carrers per quatre columnes salomòniques, la central comunica amb el cambril que acull una bella imatge de la Immaculada de José de Mora que destaca per la rica policromia, en els laterals les imatges de Santa Rosa de Viterbo i Santa Rosalia. En l'àtic se situa una fornícula amb la imatge de Sant Pere de principis del XVI. S'hi pot trobar una imatge de la Immaculada atribuïda a Alonso Cano.

### Ermites
Les dues ermites de la ciutat són l'ermita del Calvari i la de Betlem. No es coneix l'origen exacte de l'ermita del Calvari però és segur que és anterior a 1593, ja que aquest any ja hi havia a l'altiplà que ocupa l'actual un humiliader que servia per als mateixos fins: un lloc de devoció amb una creu o imatge perquè els pelegrins oressin abans d'entrar a la població o en sortir-ne. Es troba envoltada de creus de pedra i és lloc de pas obligatori cada Divendres Sant. L'ermita de Betlem va ser construïda en el segle xvii i reconstruïda el segle xviii. És d'arquitectura religiosa popular, i conté llenços datats en aquests segles.

## Cultura

### Educació
Hi ha vuit centres d'educació infantil i primària, cinc instituts de secundària i altres centres que imparteixen diferents ensenyaments com el Conservatori elemental de música, l'escola municipal de música, l'escola oficial d'idiomes, el centre d'Educació Permanent Medina Bahiga, l'equip d'Orientació Educativa (EOE), el centre del Professorat Priego-Montilla o els cursos de franciscanisme.
L'Escola Municipal de Música i Dansa és un centre municipal públic, que dona els ensenyaments elementals d'iniciació a la música i a la dansa. Va ser creat l'any 2000 i pretén donar als alumnes uns coneixements sobre la música i la dansa de manera flexible i àmplia. Organitzen activitats de caràcter aficionat perquè hi participin tots els alumnes. La banda simfònica de l'Escola Municipal de Música neix l'any 1983, i des de la creació ha actuat tant a dins de la Comunitat andalusa com en altres indrets (com per exemple a Santa Coloma de Gramenet), i en diversos programes de televisions com Canal Sur i TVE. L'any 2008 se li va atorgar la Medalla de Plata de la Ciutat de Priego de Córdoba, després de petició popular i coincidint amb el XXVè Aniversari de la creació de la Banda.

### Art
La talla en fusta i la forja representen els pilars bàsics de l'artesania de Priego. Encara queden tallers artesans, seguidors d'una tradició que compta amb segles d'antiguitat, que fan treballs de restauració, mobles i talles religioses. El tipus de talla que hi predomina és la barroca granadina, simplement envernissats o daurades amb or fi o fals. Pel que fa als treballs en ferro es poden veure bones mostres en els enreixats de finestres i balcons que adornen els carrers. D'aquesta activitat subsisteixen alguns tallers. Altres officis d'artesania són els teixits artesans en telers de pal. Les dones prieguenses continuen realitzant brodats amb fil, tasques de ganxet i puntes de coixí. En el camp s'han mantingut totes aquelles activitats de creació d'utillatge agrícola i domèstic que tenen el seu origen en el trenat d'elements vegetals com l'espart amb el qual es fan sàrries per als muls, canastres de llata i corda de crina. Les varetes que s'utilitzen en la creació de cistelles i canastres solen ser, en general, les oliveres de la varietat hojiblanca, les de vímet, pelada o no i les dels codonys. També fan productes en palla d'escanya, un cereal de la família dels triticum que posseeix grans de mida petita però que desenvolupa llargues tiges, sense nusos, daurades i molt aptes com a primera matèria.
El Centre d'Art del Paisatge Espanyol Contemporani va ser creat l'any 1996 per l'Ajuntament en homenatge a Antonio Povedano, que havia impulsat anys abans les activitats de l'Escola Lliure d'Arts Plàstiques de Priego de Córdoba. Està dedicat de forma monogràfica al gènere de paisatge i presenta diferents formes de veure i interpretar el paisatge a través de l'obra d'alguns dels millors especialistes espanyols d'aquest gènere. El Museu organitza exposicions i cicles de conferències sobre art, paisatge i turisme.

### Museus i biblioteques
El Museu Històric Municipal té una col·lecció arqueològica. Va ser inaugurat l'any 1983 i, de manera provisional, el museu és al Centre Cultural Adolfo Lozano Sidro, una casa vuitcentista reformada l'any 1910, articulada al voltant d'un pati columnat, eix central de la distribució espacial del museu. L'espai visitable del museu té quatre sales, seguint una ordenació cronològica convencional des del Paleolític fins a l'edat mitjana. El museu i el Servei Municipal d'Arqueologia editen i publiquen cada any la revista Antiqvitas, una revista d'investigació, principalment d'àmbit comarcal o provincial, mostrant també informació rellevant de tota la vall del Guadalquivir, i per extensió la Comunitat Autònoma d'Andalusia.
El Museu de l'Ametlla Francisco Morales és una iniciativa de l'empresa familiar Ametlles Morales, la qual comercialitza des de 1910 algunes de les més de cent varietats d'ametlles que hi ha a Espanya. Aquest Museu és també un espai per a la divulgació i major coneixement popular de l'ametlla, de la seva història i el seu cultiu. Està situat en el llogaret de Zamoranos.

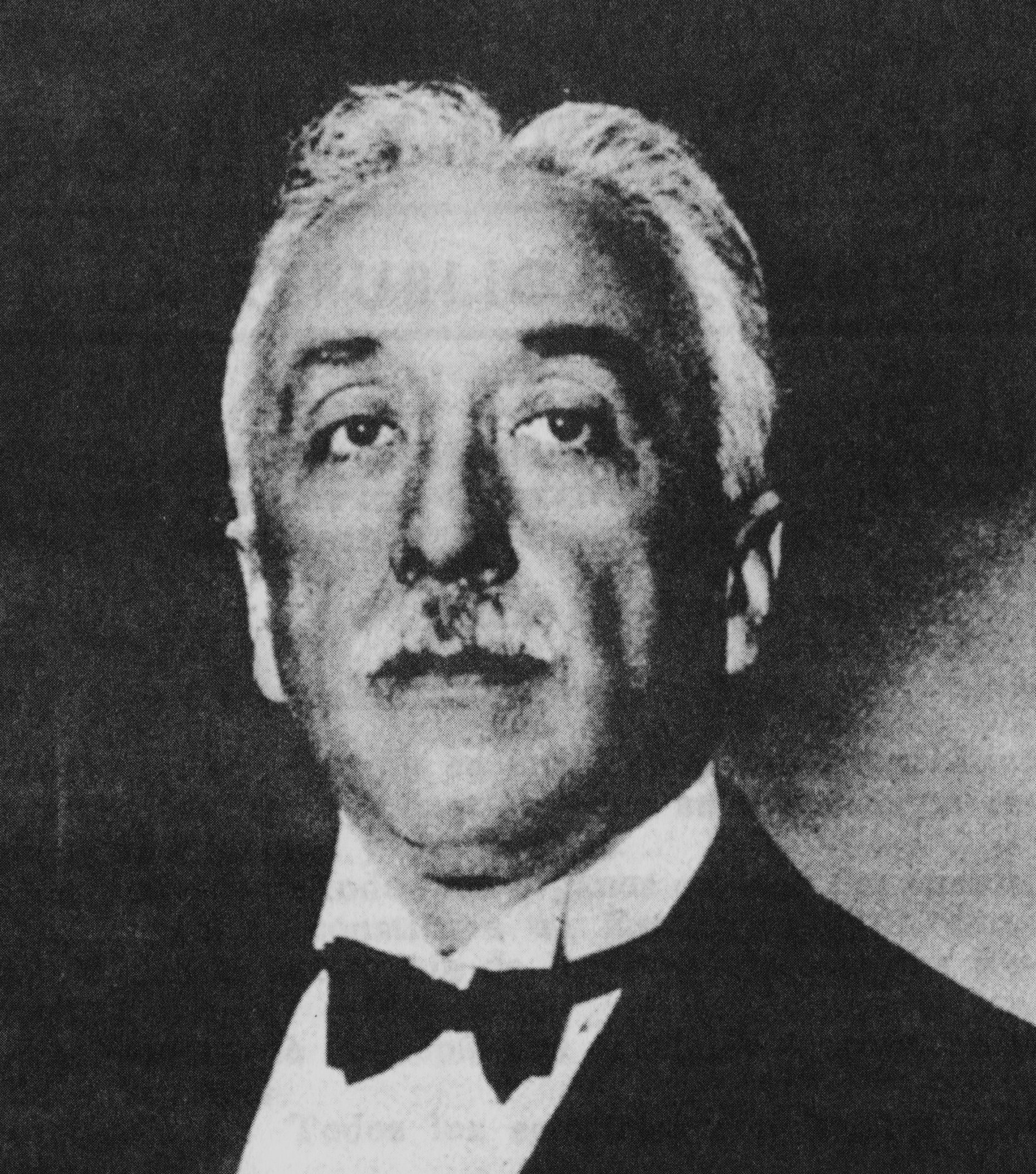
Retrat de Niceto Alcalá-Zamora

La Casa natal de D. Niceto Alcalá-Zamora està dedicada com a seu del museu i Patronat de qui va ser president de la II República Espanyola, i serveix també com a Oficina d'Informació Turística. Situada al carrer del Riu, respon a l'estil d'arquitectura civil de final del segle xix, segons esquema de cases senyorials i pairals. El patronat va ser creat per l'Ajuntament l'any 1993 per a gestionar la casa natal i el llegat que els seus hereus havien donat a l'Ajuntament el 1986. Té per objecte recollir i posar a disposició dels investigadors tota la documentació d'arxiu, hemerogràfica, bibliogràfica, etc., referent a la figura de Niceto Alcalá-Zamora i Torres, i promoure l'estudi de la seva figura, així com del període de la II República Espanyola de 1931 a 1936.
La Casa de D. Adolfo Lozano y Sidro és un museu viu del pintor, i seu del Museu Històric Municipal i del Museu del Paisatge. Situada a la Cursa de les Monges, és una típica casa andalusa senyorial, amb ampli pati porticat i decoració modernista. El patronat va ser creat per l'ajuntament el 1994, i té per objecte la difusió de l'obra del pintor, així com el foment de les arts i artesanies. Per a això, aquest patronat gestiona, a més del museu, el Centre d'Art del Paisatge Espanyol Contemporani Antonio Povedano, organitza cursos dins de l'Escola Lliure d'Arts Plàstiques i d'altres esdeveniments relacionats amb les arts plàstiques a la ciutat.
La biblioteca pública és a l'edifici Palenque, a la Plaça Palenque. Ocupa una superfície de 1.019 m² dividits en tres plantes. Disposa d'un fons antic formada per uns 450 títols. El llibre més antic d'aquesta col·lecció és un llibret de mà titulat Letras de billancicos: que seán de cantar en los maitines del nacimiento de N.S.J.C, en la santa Iglesia Parroquial de la billa de Priego en este año de 1815.

### Parcs i jardins
Entre els jardins de Priego, hi destaca el jardí micològic, dividit en vuit zones on s'han recreat els ecosistemes més representatius d'Andalusia com la pineda, sureda, alzinar i quejigal, prades, bosc de ribera i pinsapars, entre d'altres, i es podran trobar una gran varietat de fongs, i entre ells els principals bolets i tòfones associades a aquests ecosistemes andalusos característics de la muntanya mediterrània.

### Gastronomia
El producte estrella de la gastronomia és l'oli d'oliva, amb Denominació d'Origen Protegida, procedent d'oliveres centenàries.
Els plats tradicionals més freqüents són els que s'elaboren amb llegums, carns i verdures, anomenats potajes. Amb els derivats de la matança del porc s'elaboren diversos productes com el botifarró de cervells (morcilla de sesos, en castellà) o els llardons. Una de les mostres més antigues de tradició gastronòmica és el farcit de carnaval, que és una recepta molt antiga. Es tracta d'una laboriosa barreja de carns servides com carn freda. El remenat de colitxos i les "mandonguilles de Setmana Santa" són altres dos plats tradicionals prieguenses.
Un dolç tradicional i exquis és el turrolate, una barreja de mantega de cacau, ametlles o cacauets, sucre i canyella. Es pot prendre sol o acompanyant pa amb oli d'oliva. El piñonate és una dolç tradicional. Sol tenir la forma d'un rosco gran i es fregeix en oli d'oliva. És força difícil per elaborar, com que s'ha de fer en candela de llenya.

### Setmana Santa

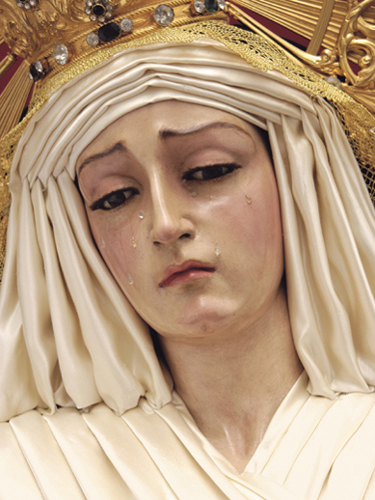
Verge de la Soledat Coronada de Priego de Córdoba

La Setmana Santa és una festivitat religiosa viscuda amb gran fervor a la localitat, on destaquen el Dijous Sant, amb la sortida de Jesús a la Columna i el Divendres Sant, la pujada al calvari de Jesús de Natzaret i les processons de les germandats de les Angoixes, Sant Enterrament, Dolors i Soledat.

#### Diumenge de Rams
El Diumenge de Rams dues germandats fan estacions de penitències. Al matí la Germandat de Jesús evoca l'entrada triomfal a Jerusalem i Maria Santíssima de l'Encarnació, Mare de Déu dels Desemparats, coneguda popularment com la "Germandat de la Pollinica". Aquesta germanor inaugura la Setmana Santa amb una infinitat de nens que porten els seus palmells i vestits d'Hebreus. El pas de Jesús en l'entrada triomfal és portat a rodes i el de Maria Santíssima de l'Encarnació a estil Malagueño. A la tarda la Germandat de Jesús en l'Oració en l'Hort i María Santíssima. de la Pau, coneguda com la Germandat de la Pau. Aquesta confraria és la més jove, Germanor des de l'any 2004 quan es va donar la primera presa de possessió. Tots dos passos són portats a l'estil sevillano, la Verge per costalers i el Crist per costaleres.

#### Dilluns Sant
El Dilluns Sant, entorn de les 9 del vespre, té lloc la sortida de la Maria Stma. dels Dolors i Crist de la Bona Mort, coneguda popularment com a "Germanor dels Dolors" des de l'ermita del calvari. El seu llarg transcórrer cap a la parròquia de l'Assumpció ofereix imatges de gran emotivitat per a les persones congregades. El "Crist de la Bona Mort", portat a l'estil de la legió, està flanquejat per 4 torxes que li donen un ambient lúgubre i de gran misteri. La "Verge dels Dolors" és portada en tron estil malagueny amb 6 varales i uns 200 homes sota ell. Molt característic d'aquesta desfilada és el so ronc dels seus tambors i les seves fanfàrries.

#### Dimarts Sant
El Dimarts Sant desfila la real i antiga germandat de Maria Santíssima dels Desemparats, popularment coneguda com a "Germanor de la Caritat", el "Crist de l'Expiració" i la "Verge dels Dolors de Santiago" al peu de la Creu. El títol de germanor de la Caritat ve donat per l'origen d'aquesta, ja que els germans de la caritat es dedicaven al socors dels malalts, desvalguts, pobres i presos, característica que avui dia segueix fent destacar a la germanor, sent el 50% dels ingressos són destinats a obres de caritat. Té fama el seu "Crist dels Ajusticiats", que obre la marxa de la processó. Aquest Crist s'instal·lava a la capella on els reus condemnats a mort passaven els seus últims moments acompanyats per diversos germans de la Caritat, que els assistien fins a l'hora de la seva execució; després de la qual eren coberts amb el Mantell dels Ajusticiats, que per Reial Decret tenia la prerrogativa que un cop executat el reu i cobert amb el mantell, si aquest no havia mort se li commutava la pena pel que no podia ser ajusticiat de nou.

#### Dimecres Sant
El Dimecres Sant té lloc "La Presa", una representació de les últimes hores de Jesucrist amb els seus apòstols i la seva posterior detenció. A les deu del vespre surt de l'Església de Sant Joan de Déu la "Germandat de Jesús Pres i María Santíssima del Major Dolor". Fundada l'any 1988 i va organitzar una primera estació de penitència el 1989. El Pas de misteri de Jesús Pres és portat per la seva quadrilla de costalers a pas sevillà.

#### Dijous Sant
El Dijous Sant té lloc la sortida de la "Germanor Real i Pontífica Arxiconfraria Sacramental de la Santa Vora Creu, El nostre Pare Jesús a la Columna i María Santíssima de l'Esperança", coneguda popularment com "La Columna". Aquesta és la germanor més antiga de Priego de Córdoba, fundada l'any 1550 com la Germandat de la Vera Creu. Més tard s'afegirien com a titulars de la Confraria Nostre Pare Jesús a la Columna i la Mare de Déu de l'Esperança.

#### Divendres Sant
Durant la nit del dijous al Divendres Sant, té lloc a l'Església de Sant Pere dels "Torns de Vela al Santíssim Crist Jacent" de la "Real Germanor i Confraria del Sant Enterrament de Crist i María Santíssima de la Soledat Coronada" a la que per torns, els germans de la Germandat soleana així com d'altres germandats de la localitat guarden vela al Santíssim Crist que està situat fora de la seva urna sobre un cadafal, darrere seu, la Verge de la Soledat que espera resignada al seu pas, en un ambient silenciós, fosc i de total recolliment trencat per les pregàries de cants gregorians i pel so de la perxa que anuncia el canvi de torn, és un dels cultes més solemnes de tota la Setmana Santa prieguense.
A la 1 de la matinada, la "Germanor dels Dolors" fa el seu camí de tornada al calvari des de l'Església de l'Assumpció per les "Veredillas". Al matí, la "Germanor del nostre Pare Jesús Nazareno" fa una estació de penitència. A les 8 del matí l'esquadró dels romans d'aquesta confraria s'uneix i va a recollir el capità d'aquest. Realitzen una cercavila fins a la Font de la Salut, on s'uneix la banda de tambors, la banda dels Turutas, pertanyent també a la Confraria. Des d'allà cada grup realitza una cercavila de nou fins a arribar a l'església de sant Francesc. A les 11 del matí de divendres, s'obren les portes perquè procesioni sant Joan, la Verònica i Maria Magdalena, en un segon pas la Verge dels Dolors Nazarena i finalment El nostre Pare Jesús Nazareno la imatge és portada a espatlles dels ciutadans. Destaca el pas "redoblao" fins al calvari, on beneeix el poble.
Cap a les 8 del vespre, la "Germandat de les Angoixes" surt i hi desfila el Crist en el seu descendiment i la verge de les Angoixes amb un ritme pausat, fúnebre, amb l'angoixant so de la banda de bombos i timbals, donant a la desfilada un to encara més lúgubre. Tancant la nit del Divendres Sant fa estació de penitència des de l'Església de Sant Pere la "Real Germanor i Confraria del Sant Enterrament de Crist i María Santíssima de la Soledat Coronada de Priego de Córdoba", tercera Germanor en antiguitat de Priego, fundada el 1594, en la qual desfila el Crist Jacent (imatge atribuïda al mestre Pablo de Rojas) en magnífica urna barroca de principis del segle XX i Maria Santíssima de la Soledat Coronada en pas de pal·li d'alpaca.
La Verge de la Soledat és la primera i única imatge de la ciutat que ostenta el més alt reconeixement a una imatge mariana que concedeix l'Església Catòlica com és la Coronació Canònica, que va tenir lloc el 26 de juny de 1994. Per aquest motiu va ser l'única imatge de Priego a participar en la processó magna mariana "Regina Mater" a la ciutat de Còrdova el 27 de juny de 2015 com a colofó als actes del 775 aniversari de la consagració de la Mesquita a Catedral de la diòcesi.

#### Diumenge de Resurrecció
La Reial Germandat de Nostra Senyora del Cap i El nostre Pare Jesús Ressuscitat, popularment coneguda com a "Germanor del Ressuscitat", fsurten el Diumenge de Resurrecció al matí, encara que hi va haver un temps en què feia un recorregut doble, baixant el Dissabte Sant a l'Església de l'Assumpció i pujant a la seva ermita el diumenge. En l'actualitat realitza el següent recorregut: Església de la Verge del Cap, Estació. Màlaga, Ampla, Riu, Cursa de les Monges, Palenque, Lozano Sidro i Verge del Cap.

## Personatges destacats

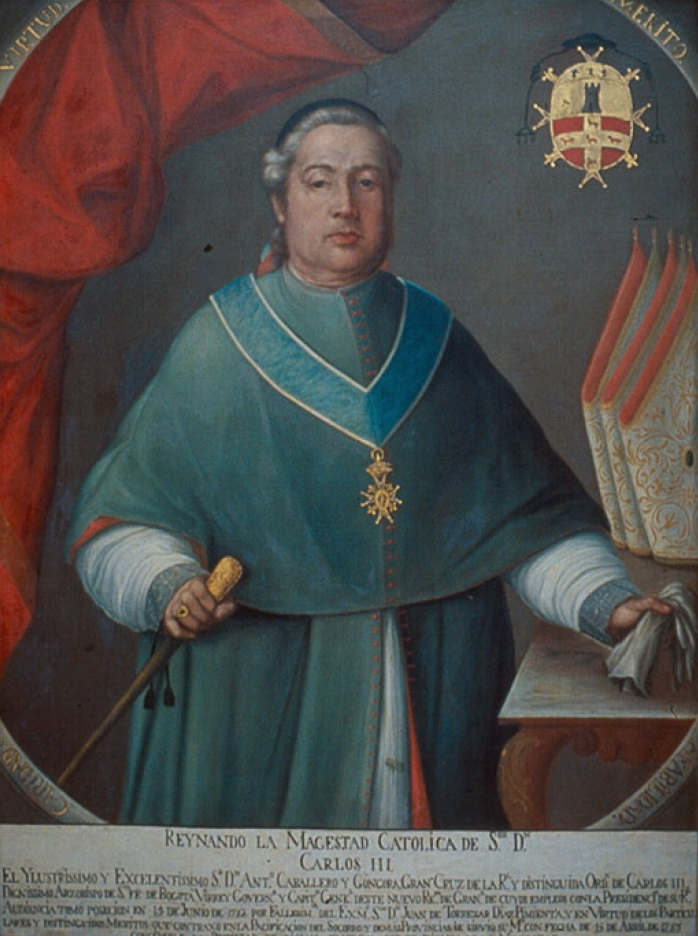
Antonio Caballero y Góngora, arquebisbe de Santa Fe de Bogotà i virrei de Nova Granada va néixer a Priego de Córdoba.

Aquestes són les persones il·lustres nascudes al municipi:
- Alonso de Carmona (1526-1591), alcalde i escriptor.
- Juan de Dios Santaella (1718-1802), arquitecte.
- Antonio Caballero y Góngora (1723-1796), arquebisbe de Santa Fe de Bogotà i virrei de Nova Granada.
- Francisco Javier Pedrajas (1736-1811), arquitecte i escultor.
- José Álvarez Cubero (1768-1827), escultor neoclàssic.
- Adolfo Lozano Sidro (1872-1935), pintor.
- Niceto Alcalá-Zamora (1877-1949), primer president de la Segona República Espanyola.
- Rosalía Parella Flors (1961), pianista.
- Cristóbal Parralo Aguilera (1967-), futbolista.